# Kirin Cup 2007
Kirin Cup 2007 – dwudziesty ósmy, piłkarski turniej towarzyski Kirin Cup, odbył się w dniach 1 - 5 czerwca 2007 r. w Japonii. W turnieju tradycyjnie wzięły udział trzy zespoły:drużyna gospodarzy, Czarnogóry i Kolumbii.

## Mecze
| 1 czerwca |  | Japonia  | 2 | - | 0 | (2-0) | Czarnogóra |
| 3 czerwca |  | Kolumbia | 1 | - | 0 | (1-0) | Czarnogóra |
| 5 czerwca |  | Japonia  | 0 | - | 0 |       | Kolumbia   |

### Tabela końcowa
| M | Reprezentacja | L.m. | Zw. | Rem. | Por. | Bramki | R.br. | Pkt |
| 1 | Japonia       | 2    | 1   | 1    | 0    | 2:0    | +2    | 4   |
| 2 | Kolumbia      | 2    | 1   | 1    | 0    | 1:0    | +1    | 4   |
| 3 | Czarnogóra    | 2    | 0   | 0    | 2    | 0:3    | -3    | 0   |

## Strzelcy bramek
1 gol - Nakazawa, Takahara (obaj Japonia), Falcao (Kolumbia)